# Уголовный кодекс Республики Армения
Уголовный кодекс Республики Армения (УК Армении, арм. Հայաստանի Հանրապետության քրեական օրենսգիրք) — основной и единственный источник уголовного права Армении, устанавливающий преступность и наказуемость деяний на территории Армении.
Действующая редакция Уголовного кодекса Армении была подписана президентом Армении Р. Кочаряном 29 апреля 2003 года и вступила в силу с 1 августа 2003 года, сменив предыдущий Уголовный кодекс Армянской ССР 1961 года, применявшийся до тех пор.

## Структура кодекса
Кодекс состоит из Общей (разделы 1—6, главы 1—15) и Особенной частей (разделы 7—14, главы 16—34). В Общей части рассматриваются основные понятия уголовного законодательства, устанавливаются основания уголовной ответственности и освобождения от неё, общие положения об уголовном наказании и освобождении от него, принудительных мерах лечения, а также особенности уголовной ответственности несовершеннолетних.
Особенная часть включает в себя статьи, описывающие составы конкретных преступлений. Структура Особенной части отражает иерархию ценностей, охраняемых уголовным законом: на первом месте стоят преступления против личности, затем преступления против собственности, экономики и экономической деятельности, и лишь потом преступления против общественных и государственных интересов.

## Особенности кодекса
УК Армении во многом основан на положениях Модельного Уголовного кодекса для государств — участников СНГ; также многие нормы заимствованы из Уголовного кодекса РФ 1996 года. 
Кодекс (в отличие от ранее действовавшего законодательства) не предусматривает наказания в виде смертной казни.
В кодекс регулярно вносятся изменения, отражающие изменения регулируемых им общественных отношений и появление новых видов и форм общественно опасных деяний.